# Calumet (Míchigan)
Calumet es una villa ubicada en el condado de Houghton en el estado estadounidense de Míchigan. En el Censo de 2010 tenía una población de 726 habitantes y una densidad poblacional de 1.422,89 personas por km².

## Geografía
Calumet se encuentra ubicada en las coordenadas 47°14′52″N 88°27′13″O / 47.24778, -88.45361. Según la Oficina del Censo de los Estados Unidos, Calumet tiene una superficie total de 0.51 km², de la cual 0.51 km² corresponden a tierra firme y (0%) 0 km² es agua.

## Demografía
Según el censo de 2010, había 726 personas residiendo en Calumet. La densidad de población era de 1.422,89 hab./km². De los 726 habitantes, Calumet estaba compuesto por el 96.83% blancos, el 0.41% eran afroamericanos, el 0.41% eran amerindios, el 0.28% eran asiáticos, el 0% eran isleños del Pacífico, el 0.28% eran de otras razas y el 1.79% pertenecían a dos o más razas. Del total de la población el 2.48% eran hispanos o latinos de cualquier raza.